# Katechizm polskiego dziecka

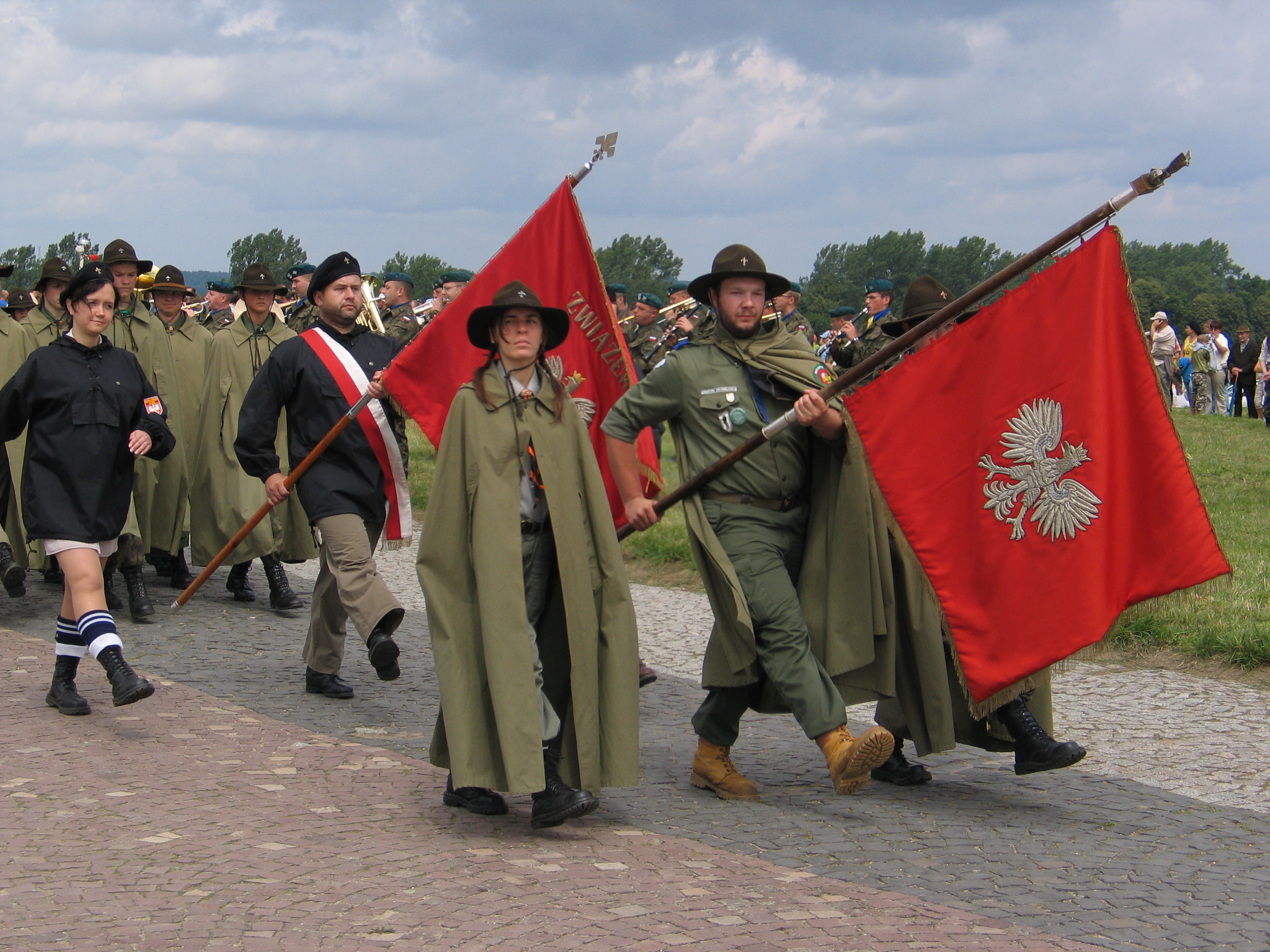
Pochod Grunwaldských družin v roce 2007

Katechizm polskiego dziecka (v překladu do češtiny Katechismus polského dítěte), též známý jako Katechizm małego Polaka (v překladu do češtiny Katechismus malého Poláka) je vlastenecká báseň polského básníka Władysława Bełzy, vydaná ve svazku „Katechizm polskiego dziecka. Wiersze“ v roce 1900. Byla odříkávána na polských obecných školách před druhou světovou válkou.

## Text
| Originální polský text | Český překlad |
| --- | --- |
| — Kto ty jesteś? — Polak mały. — Jaki znak twój? — Orzeł biały. — Gdzie ty mieszkasz? — Między swemi. — W jakim kraju? — W polskiej ziemi. — Czem ta ziemia? — Mą ojczyzną. — Czem zdobyta? — Krwią i blizną. — Czy ją kochasz? — Kocham szczerze. — A w co wierzysz? — W Polskę wierzę! — Coś ty dla niej? — Wdzięczne dziécię. — Coś jej winien? — Oddać życie. | — Kdopak ty jsi? — Polák malý. — Co je znak tvůj? — Orel bílý. — Kde přebýváš? — Mezi svými. — V jaké zemi? — V polské zemi. — Čím ta země? — Vlastí mojí. — Čím získána? — Jizvou, krví. — Miluješ ji? — Ano, velmi. — A v co věříš? — V polskou zemi! — Co jsi pro ni? — Vděčné dítě. — Co jí dlužíš? — Život dáti. |